# Мойтини (Ольштинський повіт)
Мойтини (пол. Mojtyny, нім. Moithienen) — село в Польщі, у гміні Біскупець Ольштинського повіту Вармінсько-Мазурського воєводства.
Населення — 354 особи (2011).
У 1975-1998 роках село належало до Ольштинського воєводства.

## Демографія
Демографічна структура станом на 31 березня 2011 року:
|          | Загалом | Допрацездатний вік | Працездатний вік | Постпрацездатний вік |
| -------- | ------- | ------------------ | ---------------- | -------------------- |
| Чоловіки | 176     | 39                 | 129              | 8                    |
| Жінки    | 178     | 44                 | 111              | 23                   |
| Разом    | 354     | 83                 | 240              | 31                   |